# Chase (Alaska)
Chase ist ein census-designated place (CDP) im Matanuska-Susitna Borough in Alaska in den Vereinigten Staaten. Das Gebiet liegt am östlichen Ufer des Susitna River etwa 17 Flugkilometer von Talkeetna entfernt und ist nicht über eine reguläre Straßenverbindung zugänglich. Das U.S. Census Bureau hat bei der Volkszählung 2020 eine Einwohnerzahl von 19 ermittelt.

## Geschichte
In der Nähe von Chase wurde 1927 eine Molkerei gegründet, die zu einem Handel mit Milchprodukten im gesamten Matanuska-Tal führte. Der Großteil der Milchprodukte wurde von Hotels verkauft, die von der Alaska Railroad betrieben wurden. 1933 wurde die Molkerei nach Palmer verlegt.

## Demografie
Zum Zeitpunkt der Volkszählung im Jahre 2000 (U.S. Census 2000) hatte Chase CDP 41 Einwohner auf einer Landfläche von 240,6 km². Das Durchschnittsalter betrug 47,2 Jahre (nationaler Durchschnitt der USA: 35,3 Jahre). Das Pro-Kopf-Einkommen (engl. per capita income) lag bei US-Dollar 16.000 (nationaler Durchschnitt der USA: US-Dollar 21.587). Keiner der Einwohner lag mit dem Einkommen unter der Armutsgrenze. Die Einwohner leben hauptsächlich von kleiner Landwirtschaft für den Eigenbedarf sowie von 
öffentlichen Unterstützungsleistungen.